# Springfield Castle

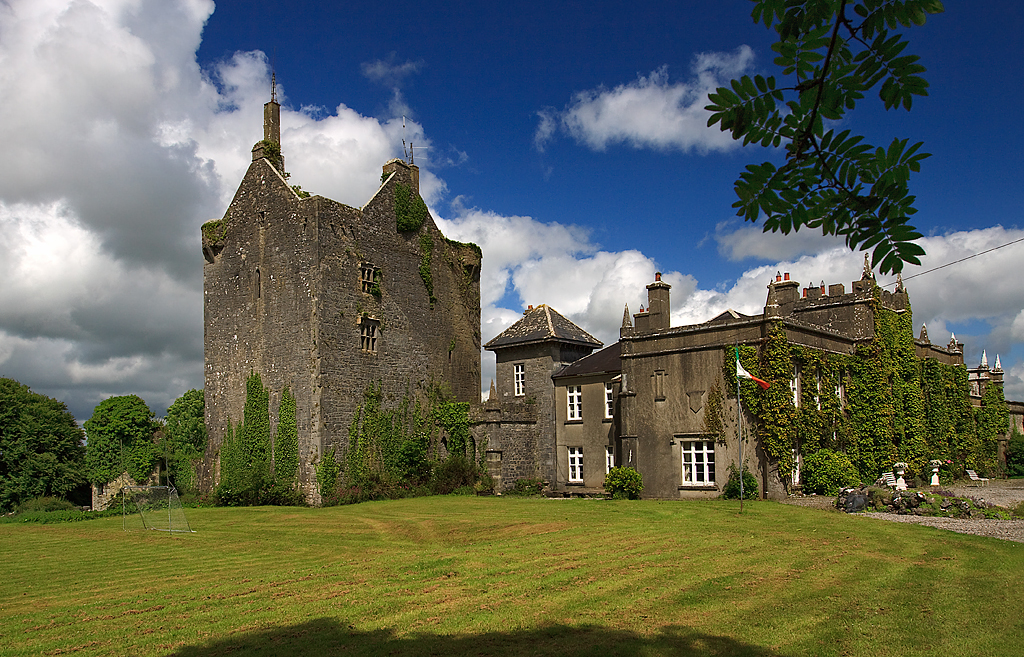

Springfield Castle (irisch Caisleán Ghort na Tiobraide) ist ein Herrenhaus im Dorf Broadford in der Nähe von Newcastle West im irischen County Limerick.

## Beschreibung
Die Burganlage besteht aus einer Reihe von Gebäuden, die um einen Hof angeordnet sind: zwei Türme, einer aus dem 15. und einer aus dem 18. Jahrhundert, einige Werkstätten und Stallungen und die modernisierten Überreste eines Flügels für die Dienerschaft aus dem 18. Jahrhundert.

## Geschichte
1280 ließ sich die normannische Familie FitzGerald an dieser Stelle nieder; sie hieß damals Gort na Tiobrad. Die FitzGeralds heirateten in die Familie der lokalen Herrscher, die gälischen Ó Colleáin, ein und erhielten den Titel der Herren von Clanoghlais. Im 15. Jahrhundert ließen ihre Nachkommen einen steinernen Donjon errichten. Dieser kürzlich restaurierte Turm enthält ein schönes Beispiel einer in einer Außenmauer geführten Treppe.
Mitte des 17. Jahrhunderts gewährten die FitzGeralds dem irischen Dichter Dáibhi Ó Bruadair (1625–1698) Logie und Förderung; er schrieb in der Folge eine Eloge über die Familie und zeichnete deren Lebenswege und Heldentaten auf.
Als die Familie gedieh, wurde im Laufe des 18. Jahrhunderts ein zweiter Turm errichtet, der mit einer Garnison belegt wurde.
1691, nach der Konfiszierung ihrer Ländereien durch den König von England, verließen die FitzGeralds Springfield Castle und kehrten nach Frankreich zurück. William FitzMaurice, ein jüngerer Sohn des 20. Lord Kerry, kaufte das Anwesen. Dessen Sohn, John FitzMaurice, ließ ein großes, dreistöckiges Herrenhaus in frühgeorgianischem Stil errichten, das an den Donjon aus dem 13. Jahrhundert anschloss. Dieses Herrenhaus wurde 1921 von der IRA niedergebrannt.
1780 heiratete Ann FitzMaurice, die einzige Erbin, Sir Robert Deane, 1. Baron Muskerry. Nach dem Brand 1921 ließ Sir Robert Deane, 5. Baron Muskerry, den Flügel für die Dienerschaft des georgianischen Herrenhauses wiederaufbauen und Teile weiterer Gebäude renovieren. In diesem Teil des Gebäudekomplexes mit 40 Hektar Land und etlichen Lodges leben heute die Nachkommen der Familie. Heute gehört das Anwesen Robert Deane, 9. Baron Muskerry.